# Pinija
Pínija (znanstveno ime Pinus pinea), znana tudi pod imenom italijanski bor, sredozemski bor ali dežnik je iglasto drevo iz rodu borovcev (Pinus) v družini borovk (Pinaceae). Pinija je vrsta bora, ki raste ob obali Sredozemskega morja, pojavlja pa se tudi v južni Evropi in Levantu.

## Opis
Pinija je zimzeleno iglasto drevo, ki lahko doseže do 25 m v višino, navadno pa je visoko 12-20 m. Ko je drevo mlado je njegova krošnja v obliki okroglega grmička, s starostjo pa se oblikuje značilna dežnikasta oblika. Lubje je debelo, rdeče-rjavo in razpokano v široke navpične plošče.
Upogljive zelene iglice so razporejene v snopih po dve skupaj, dolge so od 10 do 20 cm (izjemoma tudi 30 cm).
Storži so široko jajčasti, dolgi od 8 do 15 cm, in dozorijo v 36 mesecih, tako da za to potrebujejo največ časa od vseh borov. Semena (borovi oreški, piñones ali pinjole) so velika, dolga 2 cm, svetlorjave barve s praškasto črno prevleko, ki se z lahkoto otre, in imajo nerazvita 5 mm dolga krila, ki brez težav odpadajo. Krilo pri vetrnem razpršu ni učinkovito, tako da semena razširjajo živali, največ še modra sraka (svetlomodrokrila sraka), v sodobnem času pa tudi ljudje.
Pinijev drevored v Strunjanu je razglašen za naravni spomenik.